# 岐阜新聞
岐阜新聞（ぎふしんぶん）は、日本国岐阜県の株式会社岐阜新聞社が発行する日刊地方紙。発行部数は116,935部で、岐阜県内での普及率は中日新聞の30.65%に次ぐ13.69%である。

## 沿革

### 岐阜新聞前史
岐阜新聞（明治6年創刊）
1873年（明治6年）4月に岐阜町米屋町の杞柳社が創刊した、岐阜県で最初の地方紙である。少なくとも第14号まで発行されたと考えられている。
岐阜新聞（明治7年創刊）
岐阜新聞（明治6年創刊）を発行した杞柳社が、1874年（明治7年）1月に同じ題号で再創刊した。同年5月発行の第9号からは、岐阜町泉町の有漸社に引き継がれ、同年12月発行の第16号まで確認されている。
岐阜新聞（明治8年創刊）
岐阜新聞（明治7年創刊）の発行を引き継いだ有漸社が、1875年（明治8年）1月に同じ題号で再々創刊した。同年4月発行の第8号まで確認されている。
岐阜新聞（明治10年創刊）
1877年（明治10年）にも、岐阜町米屋町で岐阜新聞が創刊されたといわれている。
岐阜新聞（明治12年創刊）
1879年（明治12年）6月に岐阜町米屋町の岐阜新聞社が創刊した、岐阜県で最初の日刊地方紙である。後継紙となる岐阜日日新聞が創刊される直前の1881年（明治14年）6月末ごろまで発行されたと考えられている。
岐阜新聞（明治21年創刊）
岐阜町泉町の濃飛日報社は1924年（大正14年）12月に、1888年（明治21年）11月創刊の濃飛日報を岐阜新聞に改題した。この改題には、岐阜新聞（明治12年創刊）の後継紙を発行する岐阜日日新聞社が抗議したが、濃飛日報社は既に「岐阜新聞」を登録しており、改題を認めざるを得なかった。1925年（大正15年）末ごろに夕刊紙となり、新聞統制により岐阜日日新聞に合流した1941年（昭和16年）12月まで発行された。戦後、1945年（昭和20年）12月に「復刊」したが、発行は2年ほどしか続かなかったと考えられている。

### 岐阜日日新聞（明治14年創刊）
1881年（明治14年）7月に、岐阜新聞（明治12年創刊）を発行する岐阜新聞社と1880年（明治13年）4月創刊の濃飛新報を発行する濃飛新報社が合併して設立した共進社から、岐阜日日新聞が創刊された。1883年（明治16年）6月に、発行所を岐阜日日新聞社に移した。1925年（大正14年）7月には、岐阜日日新聞（朝刊）と紙齢を揃えた岐阜日日新聞夕刊を発行し、岐阜県内で唯一の朝夕刊発行紙となった。

### 岐阜合同新聞
新聞統制の影響で、1941年（昭和16年）10月に1916年（大正5年）1月創刊の飛驒毎日新聞を発行する飛驒毎日新聞社を、同年12月に岐阜新聞（明治21年創刊）を発行する岐阜新聞社を合併し、1942年（昭和17年）1月に1902年（明治35年）11月創刊の美濃大正新聞を発行する美濃大正新聞社との合併で一県一紙が達せられたのを機に、題号を岐阜合同新聞、岐阜合同新聞夕刊に改め、新たに岐阜合同新聞社を設立した。1945年（昭和20年）3月には、日本新聞會の決定に従い岐阜合同新聞夕刊を休刊した。1945年（昭和20年）4月の持分合同では岐阜合同新聞社が受託し、朝日新聞及び毎日新聞の題号を併記したが、終戦により同年9月に解除された。

### 岐阜タイムズ
1946年（昭和21年）2月に、題号を岐阜合同新聞から岐阜タイムズに、同年4月に社名を岐阜合同新聞社から岐阜タイムズ社に改めた。同年6月には、東海夕刊新聞社を設立し、実質的には岐阜タイムズの夕刊となる東海夕刊を創刊した。

### 岐阜日日新聞（昭和35年改題）
1959年（昭和34年）11月に、社名を岐阜日日新聞社に、1960年（昭和35年）1月に題号を岐阜日日新聞に改めた。東海夕刊は、1951年（昭和26年）10月に発行を岐阜タイムズ社に移し、1953年（昭和28年）5月には岐阜タイムズ社が東海夕刊新聞社を合併、1961年（昭和36年）10月で休刊とし、翌11月から岐阜日日新聞（朝刊）と紙齢を揃えた岐阜日日新聞夕刊を発行した。

### 岐阜新聞
1988年（昭和63年）1月に、社名を岐阜新聞社に、題号を岐阜新聞、岐阜新聞夕刊に改めた。2017年（平成29年）9月には、岐阜新聞夕刊を休刊し、朝刊単独紙となった。

## 年譜
- 1881年（明治14年）7月15日 - 共進社が開業し、加藤小三郎が社主に就任した[28]。
- 1881年（明治14年）7月19日 - 共進社が岐阜日日新聞を創刊した[29]。判型はタブロイド判[注 4]に近く、4段組、1行23字、5号活字、建頁4頁であった[30]。
- 1882年（明治15年）5月31日 - 福田十郎が社主に就任した[31]。
- 1883年（明治16年）3月11日 - 高橋瀬一郎[注 5]が社主・社長に就任した[33]。
- 1883年（明治16年）6月29日 - 発行所が岐阜日日新聞社に代わる[14]。
- 1888年（明治21年）12月29日 - 紙幅を拡大[注 6]、5段組、1行22字となった[30]。
- 1891年（明治24年）11月22日 - 共進社を解散し岐阜日日新聞社印刷部とした[34]。
- 1892年（明治25年）10月28日 - 紙幅を拡大[注 7]、6段組、1行20字となった[35]。
- 1898年（明治31年）6月11日 - 建頁6頁となった[36]。
- 1905年（明治38年）5月2日 - 7段組、1行18字となった[37]。
- 1906年（明治39年）8月9日 - コラム『筆の雫』の掲載が始まる[38]。
- 1907年（明治40年）8月17日 - 写真が初めて掲載される[39]。
- 1907年（明治40年）9月30日 - 社長の高橋瀬一郎が急逝した[40]。後任は高橋瀬一郎の次男である高橋嘉津美[41]。
- 1909年（明治42年）1月1日 - 1行19字となった[42]。
- 1911年（明治44年）8月1日 - 8段組、1行18字となった[42]。
- 1913年（大正2年） - 二版制となった[43]。
- 1913年（大正2年）10月 - 匹田鋭吉が社長に就任し、高橋嘉津美は持主となった[44]。
- 1914年（大正3年）9月2日 - 9段組、1行16字となった[45]。
- 1919年（大正8年）7月9日 - 11段組、1行15字となった[45]。
- 1923年（大正12年）3月6日 - 12段組、1行14字となった[45]。
- 1925年（大正14年）7月 - 岐阜日日新聞夕刊を創刊した[15]。
- 1933年（昭和8年） - 匹田鋭吉が社長を辞任した[46]。後任は前社長の高橋嘉津美[46]。
- 1936年（昭和11年）2月14日 - 13段組となった[47]。
- 1937年（昭和12年）2月9日 - 社長の高橋嘉津美が急逝した[48]。後任は高橋嘉津美の妻である高橋あい[48]。
- 1937年（昭和12年）11月8日 - 14段組となった[47]。
- 1940年（昭和15年）9月2日 - 外部資本を加え改組し株式会社となり、社長には武藤嘉門が就任した[8]。
- 1941年（昭和16年）7月2日 - 岐阜日日新聞（朝刊）と岐阜日日新聞夕刊を合わせての建頁が6頁となった[49]。
- 1941年（昭和16年）10月1日 - 飛騨毎日新聞社を合併した[50]。
- 1941年（昭和16年）12月1日 - 岐阜新聞社を合併した[10]。
- 1942年（昭和17年）1月5日 - 美濃大正新聞社を合併し、社名を岐阜合同新聞社に、題号を岐阜合同新聞に改めた[10]。
- 1942年（昭和17年）11月3日 - 岐阜合同新聞（朝刊）の建頁が2頁、岐阜合同新聞夕刊の建頁が4頁となった[10]。
- 1942年（昭和17年）12月 - 社外株式を回収し現業役員に改めた[8]。
- 1942年（昭和17年）12月 - 山田忠良が代表取締役社長に就任した[8]。
- 1944年（昭和19年） - 15段組、1行15字となった[51]。
- 1944年（昭和19年）3月6日 - 岐阜合同新聞夕刊を休刊し、岐阜合同新聞（朝刊）の建頁が4頁となった[10]。
- 1944年（昭和19年）7月10日 - 16段組、1行15字、5号活字より小さい活字となった[51]。
- 1944年（昭和19年）9月13日 - 山田忠良社長が死去した[52]。
- 1944年（昭和19年）10月18日 - 大橋曽登三郎が代表取締役社長に就任した[53]。
- 1944年（昭和19年）11月1日 - 建頁が週14頁となった[51]。
- 1945年（昭和20年）4月28日 - 朝日新聞社及び毎日新聞社と持分合同を行った[54]。
- 1945年（昭和20年）7月21日 - 判型がタブロイド判となった[55]。
- 1945年（昭和20年）9月30日 - 持分合同を解消した[21]。
- 1946年（昭和21年）2月11日 - 題号を岐阜タイムズに改めた[56]。
- 1946年（昭和21年）4月1日 - 社名を岐阜タイムズ社に改めた[56]。
- 1946年（昭和21年）6月1日 - 東海夕刊新聞社を設立し、東海夕刊を創刊した[23]。
- 1948年（昭和23年）3月1日 - 山田丈夫[注 8]が代表取締役社長に就任した[57]。
- 1949年（昭和24年）3月31日 - 大橋曽登三郎が代表取締役社長に再就任した[57]。
- 1949年（昭和24年）4月16日 - 東海夕刊が二版制となった[59]。
- 1949年（昭和24年）11月1日 - 岐阜タイムズが二版制となった[59]。
- 1949年（昭和24年）12月 - 建頁が4頁となった[60]。
- 1950年（昭和25年）2月1日 - 岐阜新報を合併した[61]。
- 1950年（昭和25年）2月11日 - 創刊70周年記念式典[注 9]を挙行した[62]。
- 1950年（昭和25年） - 地方版として東濃版が発行された[63]。
- 1950年（昭和25年）10月1日 - 岐阜タイムズと東海夕刊が、他紙に先駆けて十五段制規格活字を採用し[注 10]、16段組、1行14字となった[64]。
- 1950年（昭和25年）11月 - 東海夕刊の建頁が4頁となった[60]。
- 1951年（昭和26年）1月1日 - 15段組となった[64]。
- 1951年（昭和26年）10月1日 - 磯田英夫が代表取締役社長に就任した[65]。
- 1952年（昭和27年）7月1日 - 東海夕刊の日付が発行当日となった[66]。
- 1953年（昭和28年）5月15日 - 東海夕刊新聞社を合併した[25]。
- 1954年（昭和29年）2月1日 - 山田丈夫が代表取締役社長に就任した[65]。
- 1954年（昭和29年）9月 - 岐阜タイムズの建頁が6頁、東海夕刊の建頁が4頁となった[67]。
- 1954年（昭和29年) 3月10日 - この日開局した岐阜放送株式会社(GHK、後のラジオ東海、現在の東海ラジオ放送）にニュース提供開始。
- 1955年（昭和30年）4月1日 - 東海夕刊の地方版として尾張版[注 11]が発行された[68]。
- 1955年（昭和30年）7月1日 - 地方版が地方版A（東濃）と地方版B（東濃以外）の2版となった[69]。
- 1956年（昭和31年）4月1日 - 建頁が8頁となった[68]。
- 1957年（昭和32年）7月1日 - 地方版として市内版が発行された[69]。
- 1958年（昭和33年）12月1日 - 地方版が市内版、西濃版、中濃版、飛驒版、東濃版の6版となった[70]。
- 1959年（昭和34年）11月3日 - 創刊80周年記念式典[注 12]を挙行   し た[24]。
- 1959年（昭和34年）11月30日 - 社名を岐阜日日新聞社に改めた[71]。
- 1960年（昭和35年）1月1日 - 題号を岐阜日日新聞に改めた[71]。
- 1961年（昭和36年）11月1日 - 東海夕刊を休刊とし、岐阜日日新聞夕刊の発行を始めた[25]。
- 1961年（昭和36年）11月3日 - 岐阜日日新聞（朝刊）の建頁が10頁となった[72]。
- 1961年（昭和36年）11月3日 - 地方版を6版から1版に変更した[73]。
- 1962年（昭和37年）9月7日 - ラジオ岐阜を創立した[74]。
- 1962年（昭和37年）12月24日 - ラジオ岐阜が開局した[75]。
- 1963年（昭和38年）5月 - 岐阜日日新聞（朝刊）の建頁が12頁となった[76]。
- 1964年（昭和39年）4月 - 岐阜日日新聞夕刊の建頁が6頁となった[25]。
- 1965年（昭和40年）4月4日 - カラー印刷を導入した[77]。
- 1967年（昭和42年）2月1日 - 岐阜日日新聞夕刊の建頁が8頁となった[78]。
- 1968年（昭和43年）1月 - ラジオ岐阜の社名を岐阜放送に改めた[79]。
- 1968年（昭和43年）8月12日 - 岐阜テレビが開局した[80][81]。
- 1971年（昭和46年）1月19日 - 山田丈夫社長が急逝した[82]。
- 1971年（昭和46年）2月5日 - 杉山幹夫[注 13]が代表取締役社長に就任した[83]。
- 1972年（昭和47年）7月1日 - 地方版が岐阜市・近郊版、東濃・飛驒版の2版となった[87]。
- 1972年（昭和47年）9月26日 - 地方版が岐阜市・近郊版、西濃版、中濃版、東濃・飛驒版の4版となった[88]。
- 1973年（昭和48年）12月3日 - 岐阜日日新聞夕刊の建頁が4頁となった[89]。
- 1973年（昭和48年）12月18日 - 岐阜日日新聞の建頁が12頁となった[89]。
- 1974年（昭和49年）1月21日 - 岐阜日日新聞夕刊の建頁が6頁となった。
- 1974年（昭和49年）6月17日 - 地方版が美濃版、東濃・飛驒版の2版となった[88]。
- 1976年（昭和51年）8月1日 - 地方版が市内版、東濃・飛驒版の2版[注 14]となった[90]。
- 1978年（昭和53年）8月20日 - 地方版が市内版、西濃版、中濃版、東濃・飛驒版の4版となった[90]。
- 1979年（昭和54年）10月1日 - 岐阜日日新聞夕刊の建頁が8頁となった[91]。
- 1983年（昭和58年）11月14日 - 独自の拡大文字「GN文字」を全紙面に導入、1行13字化が完了した[92]。
- 1986年（昭和61年）8月1日 - 東濃・飛驒版が東濃版、飛驒版に分離し地方版は5版となった[93]。
- 1987年（昭和62年）9月9日 - オフセット印刷輪転機を導入し、紙面のカラー化が完了した[94]。
- 1988年（昭和63年）1月1日 - 題号を岐阜新聞に改めた[26]。
- 1989年（平成元年）7月1日 - 他紙に先駆け1行12文字化を実施した[1][95]。
- 1994年（平成6年）2月 - 購読料を改定し、朝刊のみは月極2,900JPY、朝夕刊セットは月極3,370JPY、1部売りが、朝刊100JPY、夕刊40JPYとなった[96][97]。
- 1996年（平成8年）6月1日 - WWWを利用した記事の配信を始めた[98]。
- 2000年（平成12年）12月14日 - 岐阜エフエム放送を設立した[99]。
- 2001年（平成13年）4月1日 - 岐阜エフエム放送がRadio 80を開局した[81]。
- 2004年（平成16年）12月13日 - 松岡幸秋が代表取締役社長に就任した。
- 2005年（平成17年） - 松岡幸秋が代表取締役社長を辞任し、代表取締役会長の杉山幹夫が兼任することとなった[84]。
- 2008年（平成20年） - 独自の拡大文字「S文字」を導入し、1行10字となった[1]。
- 2009年（平成21年） - 碓井洋が代表取締役社長に就任した[100]。
- 2013年（平成25年）10月1日 - 1部売りを税込み110JPYに改定した[101]。
- 2013年（平成25年）12月9日 - 堀江博海が代表取締役社長に就任した[102]。
- 2013年（平成25年）12月12日 - 堀江博海が代表取締役社長を辞任した[84]。
- 2013年（平成25年）12月13日 - 碓井洋が代表取締役社長に再就任した。
- 2014年（平成26年）3月1日 - 岐阜新聞電子版の提供を始めた[103]。
- 2014年（平成26年）3月1日 - 岐阜エフエム放送がエフエム岐阜に事業を譲渡した[104][81]。
- 2014年（平成26年）3月31日 - 岐阜エフエム放送が解散した。
- 2014年（平成26年）4月1日 - 購読料が消費税の課税対象となり、朝刊のみは月極税込み2,982JPYに、朝夕刊セットは月極税込み3,466JPYになった[105]。
- 2017年（平成29年）10月2日 - 岐阜新聞夕刊を休刊し、朝刊単独紙となった[106]。
- 2018年（平成30年）12月11日 - 矢島薫が代表取締役社長に就任した[107]。
- 2020年（令和2年）10月1日 - 月極購読料を税込み3,350JPY、1部売りを税込み130JPYに改定した[108]。

## 電子版
WWWを利用した記事の配信を1996年（平成8年）6月1日から始めた。紙面が閲覧できる岐阜新聞電子版の提供は2014年（平成26年）3月1日からで、岐阜新聞（朝刊）購読者が月額税込み324JPY（県内コース会員）、県外居住者が月額税込み3,306JPY（県外コース会員）、県内居住の非購読者や法人等は申し込みできないとしていた。2020年（令和2年）10月1日に価格を改定し、県内コース会員が無料、県外コース会員が月額税込み3,350JPYとなった。2021年（令和3年）5月25日からApp Storeで、「岐阜新聞デジタル」を配布している。2023年（令和5年）4月1日に、県の内外を問わない無料の併読コース会員と月額税込み1,980JPYの単独コース会員に、2024年（令和6年）10月1日には岐阜新聞デジタル会員、宅配＋デジタルプラン、デジタルプランに呼称を改めた。
デジタル土曜版
デジタル日曜版

## 紙面
第49800号（2025年（令和7年）5月15日木曜日）の誌面は次のとおりである。
1面 - 題字、きょうの紙面、うかいくんクイズ、きょうの各地の天気、分水嶺。

2面（県内総合面）- 素描。

3面（県内総合面）- 岐阜人、脳活新聞、本社来訪、知事動静、16日のこよみ、きのうの気温と天気、釣り情報。

4面（経済面）- ぎふ経済、決算短信、決算語録、近況、クイズの答えは。

5面（経済面）- 新社長、3月期決算、名証、財務、会社人事、訃報、おもな食品市場値。

6面（総合面）- 社説、総合・国際、法案など、首相動静。

7面（総合面）- 表層深層、訃報、海外こぼれ話、海外TOPNEWS

8面（証券面） - スタンダード、グロース、証券指標、東証プライム騰落10傑、東証プライム33業種指数騰落率、東証出来高10傑、金現物、外貨を買うには、新発10年国債、オープン投信、東京市場、東京、名古屋、かぶと町だより、東証異動。

9面（証券面） - 東証プライム、上場短信、オプション225、国債店頭売買参考統計値、TOPIX先物、TOPIX新指数、商品先物。

10面（くらし面・けんこう）- 教えてホームドクター、快眠のとびら、気になる症状 専門家に聞く、ウェルビーイングの条件、メディカル情報。

11面（テレビウィークリー&エンタメ）- 注目番組 先どりantenna、注目番組Interview、今週のBSオススメ番組、ぎふチャンおすすめプログラム、5月16日番組表。

12面（テレビウィークリー&エンタメ）- 5月17日番組表、5月18日番組表、5月19日番組表。

13面（テレビウィークリー&エンタメ）- 5月20日番組表、5月21日番組表、5月22日番組表。

14面（岐阜版）- 県内と周辺のポイント天気、「はじめまして」募集、FMわっち番組表、おことわり、くみとり。

14面（西濃版）- 県内と周辺のポイント天気、「はじめまして」募集、情報パック、ぎふチャン テレビ・ラジオ 大垣市の時間。

14面（中濃版）- 見つけた！加茂の自然、県内と周辺のポイント天気、「はじめまして」募集、議会短信、情報パック。

14面（東濃版）- 県内と周辺のポイント天気、「はじめまして」募集、FM PiPi番組表。

14面（飛騨版）- 県内と周辺のポイント天気、「はじめまして」募集、情報パック。

15面（岐阜・西濃広域版）- 広域情報コーナー、市長動静、おめでた、本社の催し、献血、公開交通取り締まり、連載小説。

15面（中濃・東濃・飛騨広域版）- 広域情報コーナー、市長動静、訃報、総局来訪、おめでた、本社の催し、献血、公開交通取り締まり、記者オススメ/ギフテン、取材ノート、連載小説。

16面（スポーツ面）- きのうのプロ野球、セ・リーグ打撃10傑、セ・リーグ勝敗表、セ・リーグ本塁打数、セ・リーグ公示、パ・リーグ本塁打数、パ・リーグ打撃10傑、パ・リーグ勝敗表、記録メモ、パ・リーグ公示、米大リーグ、日本人選手成績、フェンシング関西学生リーグ、笠松競馬3日目予想、笠松競馬2日目結果、野球 関西六大学リーグ。

17面（スポーツ面）- 大相撲夏場所、さじき席、令和7年大相撲夏場所星取表、記録メモ、郷土力士の記録、きょうの取組、Jリーグ、きのうの成績、J1勝敗表、得点ランキング、第1538回toto結果、バスケットボール、きょうのスポーツ、宇都宮競輪初日予想、岐阜競輪2日目予想、大垣競輪2日目予想、大垣競輪初日成績、岐阜競輪初日成績、玉野競輪最終日成績。

18面（BS・ラジオ面）- BSデジタルテレビ番組表、ラジオ番組表、見どころ、聴きもの、易八大のきょうの運勢。

19面（全面広告）

20面（社会・総合面） - おくやみ、ゴルフだより、ボウリングだより、県健康マージャン協会だより、第415回ビンゴ5抽せん数字、県アマ将棋熱戦譜、県月例囲碁

21面（全面広告）

22面（社会面） - 社会ニュース、今晩の鵜飼、訂正。

23面（社会面） - 四コマ漫画、訃報。

24面（テレビ面） - テレビ番組表。

### 連載小説
岐阜日日新聞（明治14年創刊）
- 渡辺霞亭作の『夏の夜の雨』を、1882年（明治15年）に連載した[121]。
- 渡辺霞亭作の『乱柳糸染分』を、1882年（明治15年）に連載した[121]。
- 渡辺霞亭作の『恋鏡浪花月』を、1882年（明治15年）に連載した[121]。
- 渡辺霞亭作の『盧の落葉』を、1883年（明治16年）に連載した[121]。
- 渡辺霞亭作の『花門之夢』を、1883年（明治16年）に連載した[121]。
- 渡辺霞亭作の『花の朝風』を、1883年（明治16年）に連載した[121]。
- 先春窩主人作の『野路の村雨』を、1884年（明治17年）9月20日から連載した[121]。
- 先春居士作の『五月雨日記』を、1885年（明治18年）5月10日から連載した[121]。
- 先春窩主人作の『花月情話』を、1885年（明治18年）7月1日から連載した[121]。
- 渡辺霞亭作の『破笠松村雨』を、1885年（明治18年）に連載した[121]。
- 渡辺霞亭作の『小草物語』を、1885年（明治18年）に連載した[121]。
- 渡辺霞亭作の『月の紅葉』を、1885年（明治18年）に連載した[121]。
- 渡辺霞亭作の『仇嵐花村雲』を、1885年（明治18年）に連載した[121]。
- 先春窩主人編の『蝴蝶艸誌』を、1886年（明治19年）11月11日から同年12月26日まで連載した[122]。
- 舟守隠居稿の『花間の一夢』を、1887年（明治20年）3月15日から同年4月10日まで連載した[122]。
- 花山山人作の『輪廻の小車』を、1887年（明治20年）3月16日から同年同月20日まで連載した[122]。
- 金華山人作の『金華の夢』を、1887年（明治20年）3月24日から同年5月18日まで連載した[122]。
- 舟守の翁編の『白眞弓』を、1887年（明治20年）4月14日から同年6月21日まで連載した[122]。
- 盧酒家主人作の『二女の運命』を、1887年（明治20年）6月22日から同年7月8日まで連載した[122]。
- 盧の家主人作の『二奇人の譚』を、1887年（明治20年）7月12日から同年8月2日まで連載した[122]。
- 梅廼家かをる編の『花天月地』を、1887年（明治20年）10月13日から同年12月2日まで連載した[122]。
- 梅廼家かをる稿の『當世岐阜氣質』を、1887年（明治20年）12月10日から同月28日まで連載した[122]。
- 松溪迂史作の『浮世の夢』を、1887年（明治20年）12月26日から1888年（明治21年）1月15日まで連載した[122]。
- 先春窩主人作の『百尺之龍鱗』を、1888年（明治21年）1月6日から同月18日まで連載した[122]。
- 朝の家かすみ編の『可憐嬢』を、1888年（明治21年）1月19日から同年2月2日まで連載した[122]。
- 先春窩主人編の『さと霞』を、1888年（明治21年）2月3日から同年4月4日まで連載した[122]。
- 朝霞隠士稿の『壺すみれ』を、1888年（明治21年）4月7日から同月22日まで連載した[122]。
- 朝の家かすみ稿の『花かつみ』を、1888年（明治21年）4月28日から同年5月23日まで連載した[122]。
- 花外散史作の『仮粧の三隹人心の寫眞』を、1888年（明治21年）5月28日から同年同月30日まで連載した[122]。
- 花外散史作の『春夜の夢』を、1888年（明治21年）6月1日から同年同月10日まで連載した[122]。
- 黙々居士作の『雨後の新月』を、1888年（明治21年）11月13日から同年12月27日まで連載した[122]。
- 先春居士記の『萩の若葉』を、1888年（明治21年）12月29日から1889年（明治22年）1月22日まで連載した[122]。
- 九峰散史記の『みち草』を、1889年（明治22年）1月29日から同年2月8日まで連載した[122]。
- 在京舟守生作の『月の眞萩』を、1889年（明治22年）9月8日から同年12月4日まで連載した[122]。
- 錦城居士記の『一重菊』を、1889年（明治22年）12月7日から1890年（明治23年）1月15日まで連載した[122]。
- 気樂房主人記の『伯爵の娘』を、1890年（明治23年）1月16日から同年2月9日まで連載した[122]。
- 東京嵐山居士[注 21]訳述の『閑居の友契戀』を、1890年（明治23年）10月12日から連載した[123]。
- 永池御風作の『怪談畜生塚』を、1893年（明治26年）6月8日から連載した[注 22][124]。
- 永池御風作の『日清軍談偉勳鑑 前篇』を、1894年（明治27年）9月20日から連載した[125]。
- 永池御風作の『日清軍談偉勳鑑 後篇』を、1894年（明治27年）12月9日から連載した[125]。
- 東都落合作の『はなれ駒』を、1897年（明治30年）から連載した[126]。
- 錦織可唾作の『戀衣』を、1897年（明治30年）3月20日から連載した[126]。
- 曲水生[注 23]作の『初航海』を、1897年（明治30年）5月3日から同年同月26日まで連載した[36]。
- 紅生作の『才女お若』を、1897年（明治30年）5月28日から同年6月26日まで連載した[36]。
- 黃嘴生作の『あさがほ』を、1897年（明治30年）に連載した[36]。
- 多田喜太郎作の『恨の片袖』を、1897年（明治30年）12月11日から連載した[127]。
- うねき煙水校閲・桐の舎人著述の『春宵一話桃夭々』を、1898年（明治31年）6月11日から連載した[128]。
- 多田喜太郎作の『夫婦ずし』を、1898年（明治31年）に連載した[127]。
- 多田喜太郎作の『振袖お鷹』を、1899年（明治32年）1月5日から連載した[127][129]。
- 多田喜太郎作の『恰好夫婦』を、1899年（明治32年）に連載した[127]。
- 多田喜太郎作の『吾妻女』を、1899年（明治32年）に連載した[127]。
- 多田喜太郎作の『稲葉屋お君』を、1899年（明治32年）に連載した[127]。
- 『こぼれ萩』を連載した[127]。
- 朝霞生作の『百小竹』を、1906年（明治39年）から連載した[130]。
- 先春居士作の『もつれ緣』を、1907年（明治40年）11月7日から1908年（明治41年）2月5日まで連載した[131]。
- 太田落霞作の『鼻の穴[注 24]』を、1911年（明治44年）6月から連載した[132]。
- 井口迷外作の『紅涙』を、1911年（明治44年）8月20日から連載した[131]。
- 渡邊柳浦作の『従五位』を、1912年（明治45年）2月9日から連載した[131]。
- 『しら糸』を、1914年（大正3年）に連載した[129]。
- 加藤壺公作の『愛の力』を、1914年（大正3年）11月から連載した[129]。
- 『父なき兒』を連載した[129]。
- 楊名舎桃李講述・加藤由太郎速記『鶉権兵衛』を、1915年（大正4年）に連載した[129]。
- 『伯爵の家』を、1917年（大正6年）に連載した[133]。
- 『火の湖』を、1917年（大正6年）に連載した[133]。

岐阜合同新聞
- 『吉野朝の人々』を、1944年（昭和19年）3月29日まで連載した[注 25][134]。
- 『玉砕－アツツ島勇士の雄闘に捧ぐ』を連載した[134]。
- 『鞍馬天狗敗れず』を、1945年（昭和20年）8月14日まで連載した[134]。
- 『梅一輪』を、1945年（昭和20年）9月22日から連載した[135]。
- 『女性解放』を、1945年（昭和20年）12月11日から連載した[135]。

岐阜タイムズ
- 里見弴作の『風炎』を、1948年（昭和23年）6月20日から同年12月27日まで連載した[135]。
- 岩崎栄作・坪内節太郎画の『自由は死せず』を連載した[135]。
- 菊田一夫作の『ミモザの娘』を、1950年（昭和25年）5月1日から同年10月6日まで連載した[135]。

東海夕刊
- 南条三郎作の『落城前夜』を、1952年（昭和27年）3月7日まで連載した[136]。

岐阜日日新聞（昭和35年改題）
- 『やながせ[注 26]』を、1975年（昭和50年）3月3日から連載した[137]。
- 吉田哲郎作の『岐阜野郎[注 26]』を、1975年（昭和50年）4月1日から連載した[137]。
- 『かいわい[注 26]』を、1976年1月1日から連載した[137]。
- 川口半平作の『物語濃飛史[注 26]』を、1976年（昭和51年）1月1日から連載した[137]。
- 川口半平作の『物語濃飛史 近代編[注 26]』を、1976年（昭和51年）から連載した[137]。

岐阜新聞
- 赤座憲久作の『かかみ野の土』を、1985年（昭和60年）10月から連載した[138]。
- 赤座憲久作の『かかみ野の空』を連載した[138]。
- 赤座憲久作の『かかみ野の風』を、1992年（平成4年）4月まで連載した[138]。
- 真保裕一作の『夢の工房』を、1994年（平成6年）11月7日から1995年（平成7年）8月2日まで連載した[注 27][139]。
- 秋元藍作の『ハナコ』を、1997年（平成9年）4月1日から同年12月31日まで連載した[140]。
- 佐々木譲作の『屈折率』を、1998年（平成10年）5月25日から1999年（平成11年）3月29日まで連載した[注 28][141]。
- 北森鴻作の『狐闇』を、2000年（平成12年）10月25日から2001年（平成13年）7月4日まで連載した[注 29][142]。
- 藤田宜永作の『乱調』を、2003年（平成15年）8月14日から2004年（平成6年）7月5日まで連載した[注 30][143]。
- 恩田陸作の『きのうの世界』を、2005年（平成17年）4月から2006年（平成18年）11月まで連載した[注 31][144]。
- 池永陽作の『瓦版つれづれ日誌』を、2008年（平成20年）1月4日から2009年（平成21年）9月11日まで連載した[注 32][145]。
- 大沢在昌作の『語りつづけろ、届くまで』を2009年（平成21年）に連載した[注 33][146]。
- 五木寛之作の『親鸞 激動篇』を、2011年（平成23年）1月1日から同年12月11日まで連載した[注 34][147]。
- 堺屋太一作の『三人の二代目』を連載した[注 35][148]。
- 五木寛之作の『親鸞 完結篇』を、2013年（平成25年）7月1日から2014年（平成26年）10月6日まで連載した[注 36][149]。
- 五木寛之作の『親鸞 完結篇』を、2013年（平成25年）7月1日から2014年（平成26年）10月6日まで連載した[注 37][149]。
- 熊谷達也作の『潮の音、空の青、海の詩』を連載した[注 38][150]。
- 安部龍太郎作の『家康』を、2015年（平成27年）10月から2016年（平成28年）5月まで連載した[151]。
- 安部龍太郎作・永井秀樹画の『家康 不惑篇』を、2017年（平成29年）2月から同年12月まで連載した[151][152]。
- 安部龍太郎作・永井秀樹画の『家康 致命篇』を、2018年（平成30年）12月25日から連載した[151]。
- 坂岡真作の『秀吉と本因坊』を2022年（令和4年）3月2日まで連載した[153]。
- 諸田玲子作・中川学画の『綾部の妻』を、2022年（令和4年）3月3日から連載した[153]。
- 早見俊作・曇天風雷鬼画の『土岐鷹の夢』全350回を、2024年（令和6年）6月25日から2025年（令和7年）6月22日まで連載した[154]。
- 群ようこ作・阪口笑子画の『サチコ』の連載を、2025年（令和7年）6月23日から開始した[注 39][157][158]。

岐阜新聞夕刊
- 楡周平作の『バルス』を連載した[注 40][159]。

### 四コマ漫画
岐阜タイムズ
1946年（昭和21年）4月15日から、四コマ漫画を掲載している。
- 『デモクラ日記』を、1946年（昭和21年）4月15日から40回連載した[160]。
- 『お天気夫人』を、1946年（昭和21年）6月4日から38回連載した[160]。
- 『カンカン坊や』を、1949年（昭和21年）12月1日連載した[160]。

岐阜新聞
- かまちよしろう作の『ゴンちゃん』を、2009年（平成17年）4月1日付朝刊から連載している[161]。

### ラジオ・テレビ欄
1941年（昭和16年）1月15日付の岐阜日日新聞夕刊に、ラジオ欄として『今夜の番組』並びに『今夜の番組』が掲載されていることが確認できる。1945年（昭和20年）9月18日からは、同年7月28日から掲載がなかったラジオ欄の掲載が再開した。1968年（昭和43年）8月12日に岐阜放送がテレビ放送を始めることから、岐阜日日新聞夕刊は同年同月5日から、岐阜日日新聞（朝刊）は同年同月12日から、ラジオ・テレビ面を1面から2面に増やした。1970年（昭和45年）3月16日から岐阜日日新聞夕刊が、同年3月16日から岐阜日日新聞（朝刊）も、ラジオ・テレビ面を最終面1面に移した。同年同月21日のから、日曜日のテレビ欄の局名をカラー化した。1985年（昭和60年）6月15日からは、4面を使いブロックで抜き出せ、一週間利用できるテレビ・ラジオ週間ガイドを毎週掲載している。1989年（平成元年）3月1日からは、テレビ欄だけ最終面に残し、ラジオ欄は中面に移した。
最終面
最終面に掲載されているテレビ局は10局で、紙面を8列に分け、全15段のうち、NHKテレビ（岐阜放送局）、NHK Eテレ（名古屋放送局）、メ〜テレ、CBCテレビ、東海テレビ、ぎふチャン及び中京テレビの7局が10段を、テレビ愛知、NHK BS及びNHK BSプレミアム4Kの3局は1列12段を三分の一ずつ番組表に割り当てている。
中面
衛星放送は、BS日テレ、BS朝日、BS-TBS、BSテレ東、BSフジ、BS11 イレブン、BS12 トゥエルビ、NHK BS8K、WOWOWプライム、WOWOWライブ、WOWOWシネマ、日本映画専門チャンネル、BS10、BS10スターチャンネル、放送大学テレビ、放送大学BSラジオ、BS松竹東急及びBSよしもとの、地上放送は、CCNチャンネル、KNBテレビ及び三重テレビの、ラジオは、ぎふチャン、NHKラジオ第1放送、NHKラジオ第2放送、CBCラジオ、TOKAI RADIO、ZIP、FM NHK、FM GIFU、FM AICHI、ラジオNIKKEI第1放送、ラジオNIKKEI第2放送の番組表を掲載している。
地方版
岐阜版にFMわっちの、東濃版にFM PiPIの番組表を掲載している。

## テレビCM
- ぎふチャンテレビで30秒スポットが随時放送されており、県内各地の名所、歴史、イベントといった環境映像を流し、最後に白バック・青文字（時期により社旗をバックにしたものや、青緑色バックに黄文字）で「岐阜新聞」の題字を表示するというものである。中には堀江美都子が歌ったバージョンもあった。

## 事業所
- 本社：岐阜県岐阜市今小町10[1]

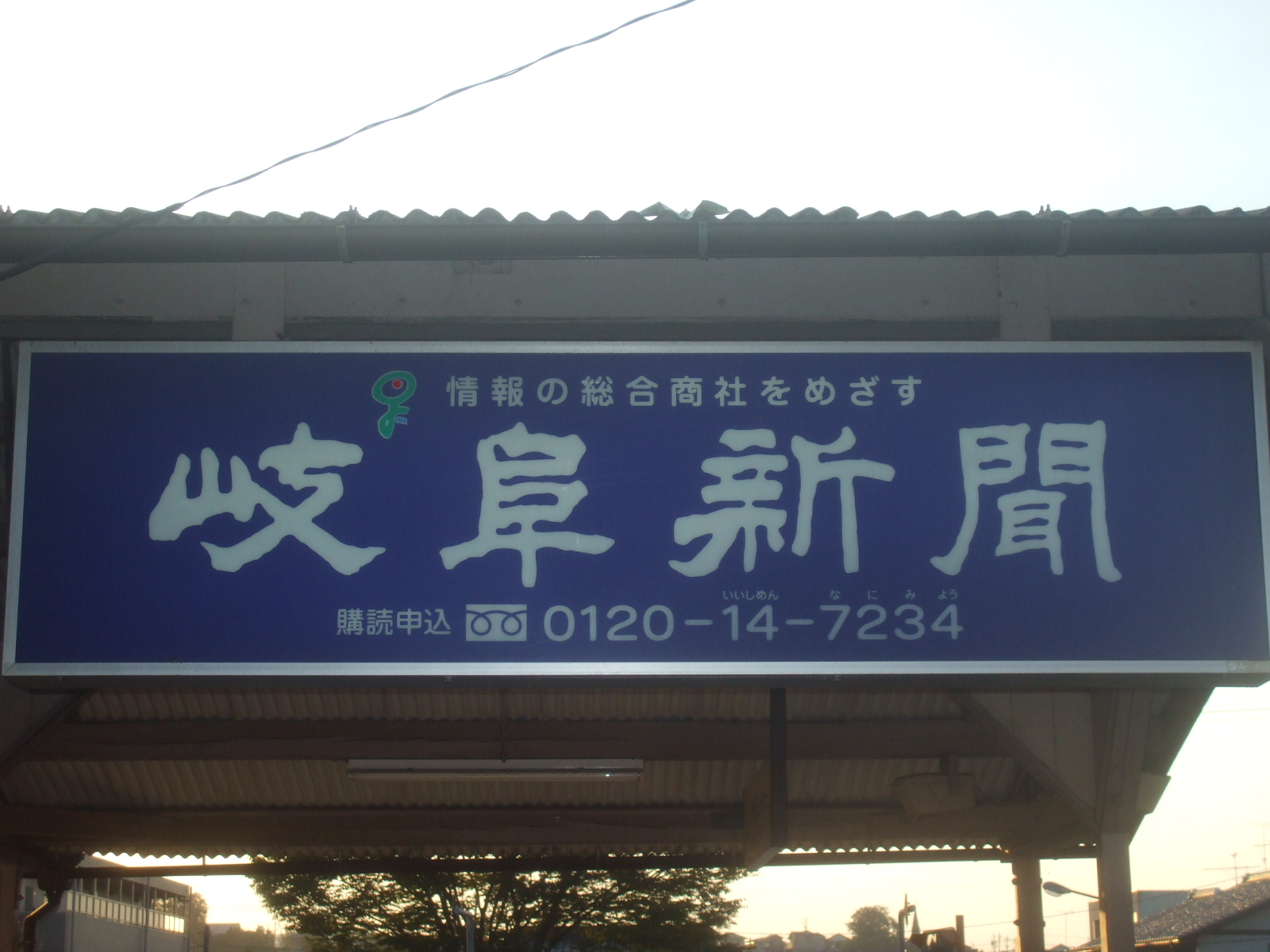
駅広告の一例（可児駅）

- 各務原支局：岐阜県各務原市那加住吉町2-28 ホーメスト住吉桜101号
- 羽島支局：岐阜県羽島市正木町須賀小松344
- 本巣支局：岐阜県本巣郡北方町曲路2丁目132 ガーデンプレイスSK 206号

- 東濃総局：岐阜県多治見市本町5-34-1 タイムビル3階

- 恵那支局：岐阜県恵那市長島町中野2-3-3
- 中津川支局：岐阜県中津川市新町6-8

- 中濃総局：岐阜県関市西本郷通四丁目6番21号

- 可児支局：岐阜県美濃加茂市太田本町二丁目10番19号
- 郡上支局：岐阜県郡上市八幡町小野6-5-22 ロジュマン鈴木101号

- ひだ高山総局：岐阜県高山市名田町5-95-12

- 下呂支局：岐阜県下呂市萩原町上村780-2
- 飛騨支局：岐阜県飛驒市古川町末広町2-5

- 東京支社：東京都中央区銀座八丁目16番6号 銀座ストラパックビル2階[1]
- 大阪支社：大阪府大阪市北区曽根崎新地二丁目6番24号 MF桜橋2ビル5階[1]
- 名古屋支社：愛知県名古屋市中区栄四丁目16番8号 栄メンバーズオフィスビル7階[1]
- 西濃支社：岐阜県大垣市北切石町1-11[5]

- 揖斐支局：岐阜県揖斐郡揖斐川町三輪919
- 海津支局：岐阜県海津市海津町馬目371-2

## 関連企業
- 株式会社岐阜放送[1]
- 株式会社岐阜新聞情報センター[1]
- 株式会社岐阜折込センター[1]
- 岐阜新聞輸送株式会社[1]
- 岐阜新聞高速印刷株式会社[1]
- 岐阜新聞岐阜放送ハウジングギャラリー株式会社[1]
- 岐阜新聞販売株式会社[1]

## 事業
花火シリーズのほか、3月初めに梅まつりモデル撮影会、3月下旬にぎふ長良川マラソン、4月初めに岐阜オープンクラシック、10月下旬に水都おおがきハーフマラソンなど、数多くの催しを主催している。

### 花火シリーズ
2025年（令和7年）に、岐阜新聞・岐阜放送花火シリーズとして開催される花火大会は、飛騨高山市民花火大会、おがせ池夏まつり花火大会、大垣花火大会、中山道・中津川おいでん祭納涼花火大会、関市民花火大会、関市武芸川ふるさと夏まつり花火大会、津保川花火大会、境川ふれあい夏祭り花火大会、川辺おどり・花火大会、根尾川花火大会及び多治見市制記念花火大会である。

### 中学3年学力テスト
岐阜新聞・中学3年学力テスト（岐阜県高校入試県内統一模擬試験）は、1957年（昭和32年）から実施されている模擬試験で、かつては、岐阜県内の中学校に在学する進学希望者のほとんどが受験するとしていた。岐阜新聞テストとも呼ばれる。この試験の対策として、1978年（昭和53年）7月から過去問題集『岐阜日高校入試の手引き』などの学習書を毎年出版している。WWWを活用した「志望校ナビ ネット会員限定データ閲覧システム」を提供していた時期もあった。

### 子宮頸がん予防啓発キャンペーン
岐阜新聞社営業局は、2014年（平成26年）から子宮頸がん予防啓発キャンペーンを行っている。キャンペーンは、2014年（平成26年）は「ココカラキレイ」、2015年（平成27年）及び2016年（平成28年）は「ハピフェス」、2017年（平成29年）から2019年（令和元年）までは「咲くやこの花プロジェクト」、2020年（令和2年）から2024年（令和6年）までは「わたしのキャンバスプロジェクト」、2025年（令和7年）は「パピキラ」と別称が付いている。

### タブロイド紙
岐阜新聞社営業局では、セグメント型配布によるターゲティングメディアとしている。
ぎふelle
1985年（昭和60年）9月に創刊し、約30年を経て刊行を終了した。生活感度の高い20代後半から40代前半の女性を対象に、岐阜県全域の岐阜新聞購読者宅へ岐阜新聞に折り込まれ配達された。毎月最終日曜日発行の月刊紙で、発行部数は約180,000部としていた。
悠遊ぎふ
2005年4月（平成17年）に創刊した。40代後半から70代までのシニア・エルダー世代を対象に、岐阜県全域の岐阜新聞購読者宅へ岐阜新聞に折り込まれ配達される。毎月第2日曜日発行し、発行部数は約145,000部としている。
マナビのトビラ
2011年7月に創刊した。子育て世帯やその主婦を対象に、岐阜県内の小学校全校の児童を通じて配布される。年4回発行の季刊紙で、発行部数は約110,000部としている。
クラシド
2014年（平成26年）5月に創刊した。住生活総合紙。
高校ダイアリー
2014年（平成26年）7月に創刊した。岐阜県内の高校生と中学校3年生を対象に、高校89校、中学校182校、高等専門学校1校及び特別支援学校22校を通じて生徒に配布される。年4回発行し、発行部数は約83,000部としている。
Join
2016年（平成28年）7月に創刊した。就学前の0～6歳の子どもを持つ親、妊娠を希望する女性及び妊婦を対象に、産婦人科及び小児科の診療所に置かれる。1月、4月、7月及び10月に発行し、発行部数は51,000部としている。
ぎふのはね。
2017年（平成29年）6月に創刊した。女性を対象に、岐阜市及び羽島郡、本巣郡北方町の約190,000世帯の郵便受けに直接投函される。毎月中旬発行の月刊紙で、発行部数は190,000部としている。
ニャンバーワン
岐阜新聞（朝刊）への折り込み及び岐阜県獣医師会開業部会加入の動物病院で配布していた。

## 余聞
- 1930年（昭和5年）には読者公募で「濃飛八景」を選定している。

第一位：金生山（不破郡赤坂町（現・大垣市赤坂町））
第二位：奈良津公園・魂生社（羽島郡笠松町）
第三位：三郷峡（三輪神社境内）（山県郡山県村（現・岐阜市三輪））
第四位：釜ヶ滝（郡上郡嵩田村（現・郡上市美並町下田））
第五位：三井池龍宮山（三井池及び三井山）（稲葉郡更木村 （現・各務原市三井町））
第六位：白雲山（郡上郡弥富村（現・郡上市大和町）
第七位：城山公園（郡上郡八幡町 （現・郡上市八幡町））
第八位：岩井山（山県郡厳美村 （現・岐阜市岩井））
- 1959年（昭和34年）には創刊80周年を記念して「岐阜県新八景八十勝」を選定している。新八景は以下のとおりである。

第一位：おがせ池（稲葉郡鵜沼町（現・各務原市各務おがせ町））
第二位：岐阜城・ロープウェー（岐阜市）
第三位：関善光寺・吉田観音（関市）
第四位：おちょぼ稲荷（海津郡平田町（現・海津市平田町））
第五位：白山中居神社（郡上郡白鳥町 （現・郡上市白鳥町石徹白））
第六位：美濃三弘法円鏡寺（本巣郡北方町）
第七位：岐阜成田不動（岐阜市）
第八位：城山公園（高山市）
- 1960年代初めに岐阜出身の大物政治家・大野伴睦が自分の息のかかった県会議長が県知事選に出るのを批判されたことを怒り、対立する新聞「岐阜民友新聞」を創刊している。この時、社員の引き抜きもあったが、「岐阜民友新聞」は1年ほどで岐阜日日新聞に吸収されている。
- かつて、フジドリームエアラインズの県営名古屋空港発便の機内紙の一つだった[183][184]。
- 夕刊廃止時に天気予報は当日の県内（岐阜・高山・多治見・関・大垣）の予報のみ1面題字横幅に掲載となり、概況・天気図・全国の天気予報・週間天気予報は2面に移動となったが、概況など2面に掲載されていた部分も2018年10月以降はまとめて1面下部に掲載されている。
- 昭和天皇崩御の際には、当日の夕刊を翌日の朝刊に同梱して配達した。
- 大阪日刊スポーツ新聞社は、日刊スポーツ名古屋支社版の印刷を、1990年（平成2年）から2000年（平成12年）まで岐阜新聞社に委託していた[185][186]。
- 静岡新聞社と新聞発行相互支援協定を、中日新聞社と新聞印刷相互援助協定を結んでいる[187]。
- 2013年（平成21年）12月に、新社長が就任4日目にして辞職する椿事がおき、大きく報じられた[84]。
- 岐阜新聞社と岐阜放送はNIEの一環として、過去一週間の紙面を振り返り、取材した記者の談話などを紹介し、ニュースを深掘りするラジオ番組『週刊ラジオ 聴く新聞』の放送を、2019年（令和元年）10月から始めた[188]。
- 岐阜新聞社営業局は、自社のウェブ・ページがGoogleから高い評価を得てい、Google検索結果やGoogleニュース、Googleアプリに優先的かつ短時間で掲載される傾向にあるとしている[98]。
- ポッドキャスト番組『岐阜新聞ポッドキャスト▼ききかぢ▲』を、2024年（令和6年）2月7日から毎週土曜日にApple Podcastなどで配信している[189]。
- 岐阜新聞社は2025年（令和7年）4月29日に、同社や国立国会図書館で保存されていない、大正天皇の崩御と昭和への改元を伝えた1926年（大正15年）12月25日発行の岐阜日日新聞夕刊と翌26日発行の岐阜日日新聞（朝刊）が見付かったと報じた[190]。株式会社岐阜放送代表取締役社長の山本耕が古書店で購入したという[190]。

## 脚註

### 註釈
1. 1 2 3 4  2024年（令和6年）下半期平均[4]。
2. ↑  2024年（令和6年）9月決算での金額[5]。
3. ↑  2024年（令和6年）6月現在の人数[5]。
4. ↑  縦幅が約41.3cm、横幅が約28.5cmだった[30]。
5. ↑  高橋瀬一郎は、1850年（嘉永3年）11月に美濃国方県郡御望村に郷家四代目郷元之進の次男として生まれ、成人してから同国本巣郡曽井中島村の素封家高橋兵左衛門瀬平の養子となった[32]。岐阜日日新聞創刊に関わったとされ、後に創業者と呼ばれる[28][11]。1940年（昭和15年）9月に株式会社に改組するまでの約60年間にわたり、高橋瀬一郎とその親族が社主であった[8]
6. ↑  縦幅が約49.0cm、横幅が約35.0cmとなった[30]。
7. ↑  縦幅が約53.3cm、横幅が約37.5cmとなった[35]。
8. ↑  山田丈夫は、岐阜タイムズ社の顧問弁護士から、東海夕刊新聞社の代表取締役社長を経て岐阜日日新聞社の代表取締役社長となった[57]。経営基盤を固めるため、岐阜新聞社の株を買い進め、1961年（昭和36年）までに過半数を握る大株主となった[58]。
9. ↑  岐阜タイムズ社は1950年（昭和25年）1月1日に掲載した社告で、創刊日は1881年（明治14年）2月11日であり、創刊70周年記念日は1950年（昭和25年）2月11日だとしたが、1881年（明治14年）の70周年は1951年（昭和26年）で、1年足りない[62]。
10. ↑  十五段制規格活字を1950年（昭和25年）10月1日に導入したのは、岐阜新聞など地方紙12紙で、他紙は1951年（昭和26年）1月1日に導入した[64]。
11. ↑  尾張版には、愛知県西部の関係記事を掲載した[68]。
12. ↑  岐阜タイムズ社は、1959年（昭和34年）11月3日に掲載した社告で同年が創刊して80周年だとし、1960年（昭和35年）1月1日に掲載した社告では創刊年は1879年（明治12年）としたが、1956年（昭和31年）2月11日に掲載した社告では史実と同じ1881年（明治14年）としてい、その80周年は1961年（昭和36年）で、2年足りない[24]。
13. ↑  杉山幹夫は、山田丈夫社長の娘婿で、1961年（昭和36年）11月に36歳で取締役に、1971年（昭和46年）2月に45歳で代表取締役社長に就任、2004年（平成14年）12月に辞任するまで社長を37年間、2014年（平成26年）12月に退任するまで取締役を53年間務め、その間に岐阜新聞社の大株主となっている[83][84][85][86]。
14. ↑  美濃面を中濃版、西濃版に差し替えた例もあり、この時は地方版4版となる[90]。
15. 1 2  当時の岐阜新聞（朝刊）の月極購読料と同額である[109]。
16. ↑  配布開始当初は「岐阜新聞電子版」と称していた[111]。午前6時に同日付の紙面に更新している[112]。
17. ↑  『分水嶺』は1面に掲載されるコラムである[120]。
18. ↑  くらし面は、日曜日に学べるサンデー、月曜日にシニア、火曜日に衣食住、水曜日にしゅみ、木曜日にけんこう、金曜日にみるきく、土曜日にたのしみを扱う[119]。
19. ↑  『見つけた！加茂の自然』は毎週木曜日に掲載される[119]。
20. ↑  飛騨版の題字は飛騨國新聞と書かれている[119]。
21. ↑  東京嵐山居士は、郵便報知新聞社社員の川橋慶次郎の号である[123]。
22. ↑  濃飛日報と岐阜日報が『怪談畜生塚』を盗作とする記事を掲載し、作者の永池御風は両紙を告訴、勝訴を得ている[124]。
23. ↑  曲水生は、当時主筆をしていた栗山九の号である[36]。
24. ↑  『鼻の穴』は、岐阜日日新聞社が初めて行った懸賞小説での最優秀作品である[132]。
25. ↑  『吉野朝の人々』は、岐阜合同新聞夕刊で連載していたが、同紙が1944年（昭和19年）3月6日に休刊すると、岐阜合同新聞（朝刊）に移して連載が継続するも、1944年（昭和19年）3月29日に「きりのよいこの回を以って」連載を終了した[134]。
26. 1 2 3 4 5  「ふる里もの」と呼ばれる作品群の一作である[137]。
27. ↑  『夢の工房』は、東京中日スポーツや岐阜新聞などで連載された[139]。
28. ↑  『狐闇』は、学芸通信社の配信により京都新聞や岐阜新聞など地方紙で連載された[141]。
29. ↑  『狐闇』は、学芸通信社の配信により岐阜新聞など地方紙で連載された[142]。
30. ↑  『乱調』は、学芸通信社の配信により静岡新聞や岐阜新聞など地方紙で連載された[143]。
31. ↑  『きのうの世界』は、岐阜新聞など地方紙15紙で連載された[144]。
32. ↑  『瓦版つれづれ日誌』は、文芸事務所三友社の配信により岐阜新聞など地方紙11紙で連載された[145]。
33. ↑  『語りつづけろ、届くまで』は、大沢オフィスの配信により岐阜新聞などで連載された[146]。
34. ↑  『親鸞 激動篇』は、岐阜新聞や中日新聞など地方紙44紙で連載された[147]。
35. ↑  『三人の二代目』は、産経新聞や岐阜新聞など38紙で連載された[148]。
36. ↑  『親鸞 完結篇』は、岐阜新聞や中日新聞など地方紙37紙で連載された[149]。
37. ↑  『親鸞 完結篇』は、岐阜新聞や中日新聞など地方紙37紙で連載された[149]。
38. ↑  『潮の音、空の青、海の詩』は、河北新報や岐阜新聞などで連載された[150]。
39. ↑  『サチコ』は、宮崎日日新聞や岩手日報などで連載された[155][156]。
40. ↑  『バルス』は、山口新聞や岐阜新聞夕刊など地方紙10紙で連載された[159]。
41. ↑  かつての木曽川の河跡湖。1930年頃は広大な池であったが、境川放流路の掘削時に生じた土砂で埋め立てられ、約5分の1まで縮小。2025年現在は三井池公園、御井池龍神神社などとなっている。